# 安娜·斯隆
安娜·斯隆（英語：Anna Sloan，1991年2月5日—），苏格兰女子冰壶运动员。她曾代表英国参加2014年和2018年冬季奥林匹克运动会冰壶比赛，其中2014年冬季奥运会获得一枚铜牌。